# Halle (Saxònia-Anhalt)
Halle (també anomenada Halle (Saale) o Halle an der Saale per distingir-la de la ciutat de Halle a Rin del Nord-Westfàlia) és la ciutat més gran de l'estat federat de (Land) Saxònia-Anhalt a Alemanya. Es troba al sud de l'estat a la riba del riu Saale.
El nom Halle deriva de mot celta per la paraula sal. La ciutat ja és mencionada l'any 806. Formà part del principat eclesiàstic de Magdeburg des del segle x fins que tant Magdeburg com Halle foren annexats per Marcgraviat de Brandenburg el 1680.
Després de la Segona Guerra Mundial Halle va ser la capital de la regió administrativa de Saxònia-Anhalt fins a l'any 1954, quan el govern de la República Democràtica Alemanya va abolir els Länder. Quan Saxònia-Anhalt va ser restablert com a Land la capital es va fixar a Magdeburg. Avui dia Halle és el centre cultural del Land.
Halle és seu de la Leopoldina - Acadèmia de les ciències de la RFA, Fundació federal per a cultura (Bundeskulturstiftung) i de la Fundació per a cultura del Land Sachsen-Anhalt (Landeskulturstifung).
La Universitat de Halle és una de les universitats més antigues d'Alemanya. Aproximadament 20.700 estudiants són inscrit (semestre 2012/2013).

## Ciutats agermanades
Halle és agermanada amb:
| Ciutats agermanades | Ciutats agermanades | Ciutats agermanades          | Ciutats agermanades | Ciutats agermanades |
| ------------------- | ------------------- | ---------------------------- | ------------------- | ------------------- |
| Oulu                | Oulu                | Finlàndia                    | 1972                |                     |
| Linz                | Linz                | Àustria                      | 1975                |                     |
| Coimbra             | Coimbra             | Portugal                     | 1976                |                     |
| Grenoble            | Grenoble            | França                       | 1976                |                     |
| Karlsruhe           | Karlsruhe           | Alemanya                     | 1987                |                     |
| Hildesheim          | Hildesheim          | Alemanya                     | 1990                |                     |
| Ufa                 | Ufa                 | Rússia                       | 1997                |                     |
|                     | Jiaxing             | República Popular de la Xina | 2009                |                     |
|                     | Savannah (Geòrgia)  | Estats Units                 | 2011                |                     |

## Personalitats destacades

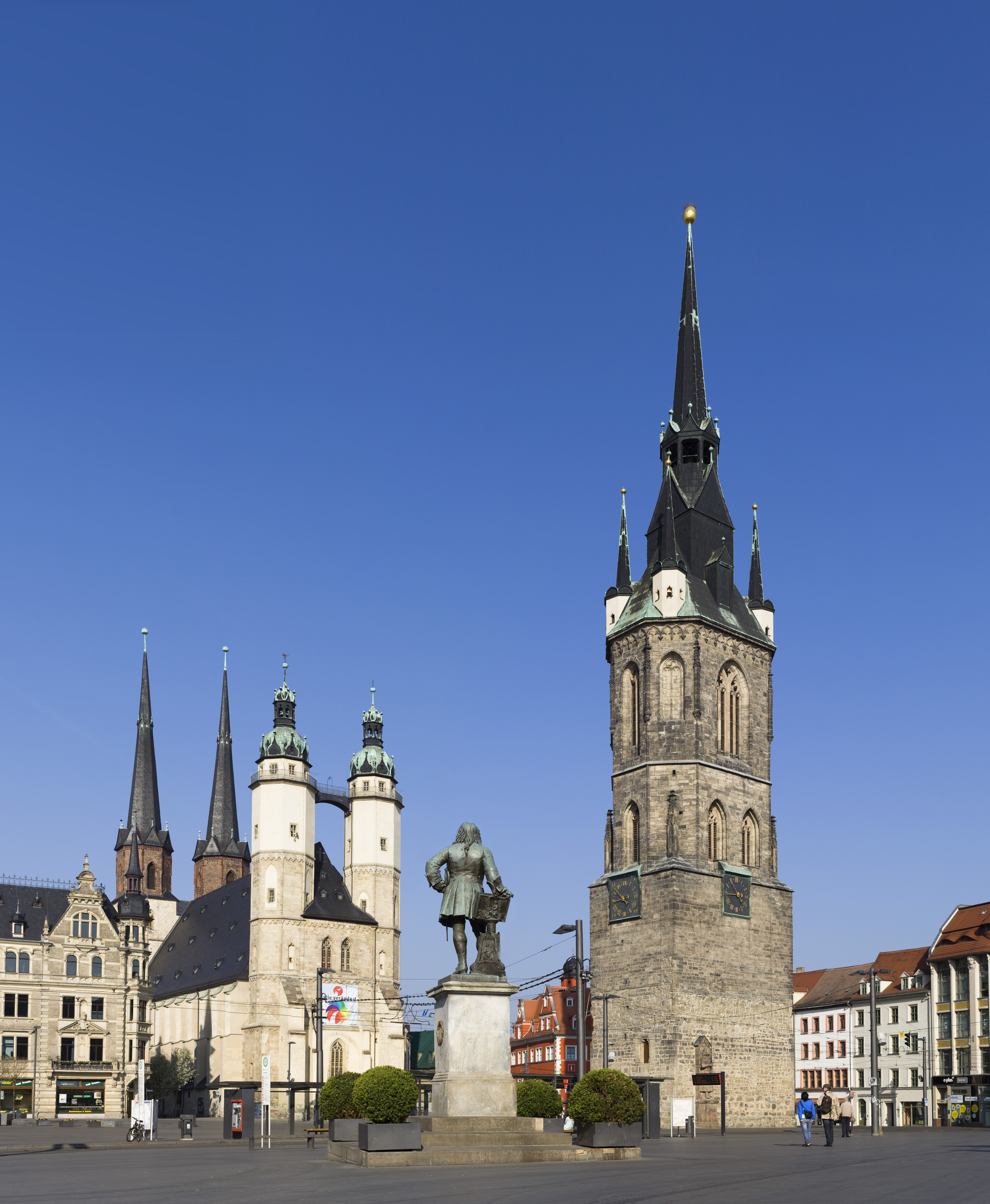
Plaça del Mercat (Marktplatz) amb l'església, el Monument a Händel i la Torre Roja (Roter Turm). L'església i la Torre Roja junts formen el monument característic de la ciutat, „Les Cinc Torres“.

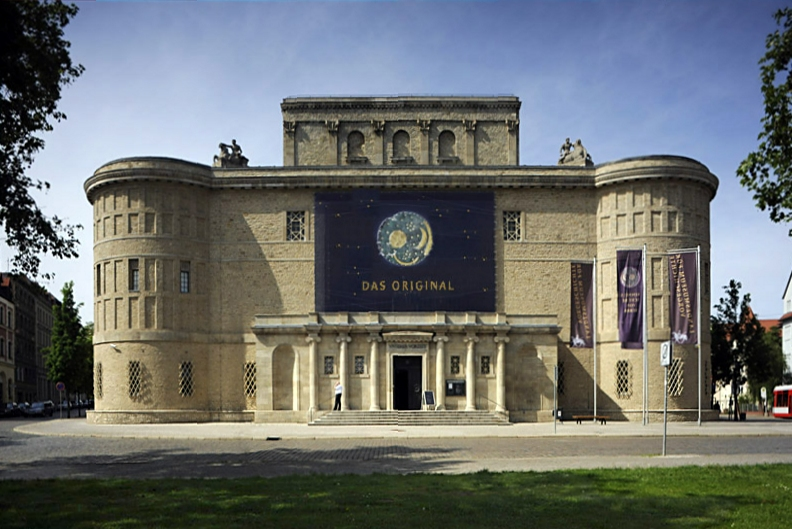
Museu de Prehistòria del Land Saxònia-Anhalt (Landesmuseum für Vorgeschichte) amb el Disc de Nebra

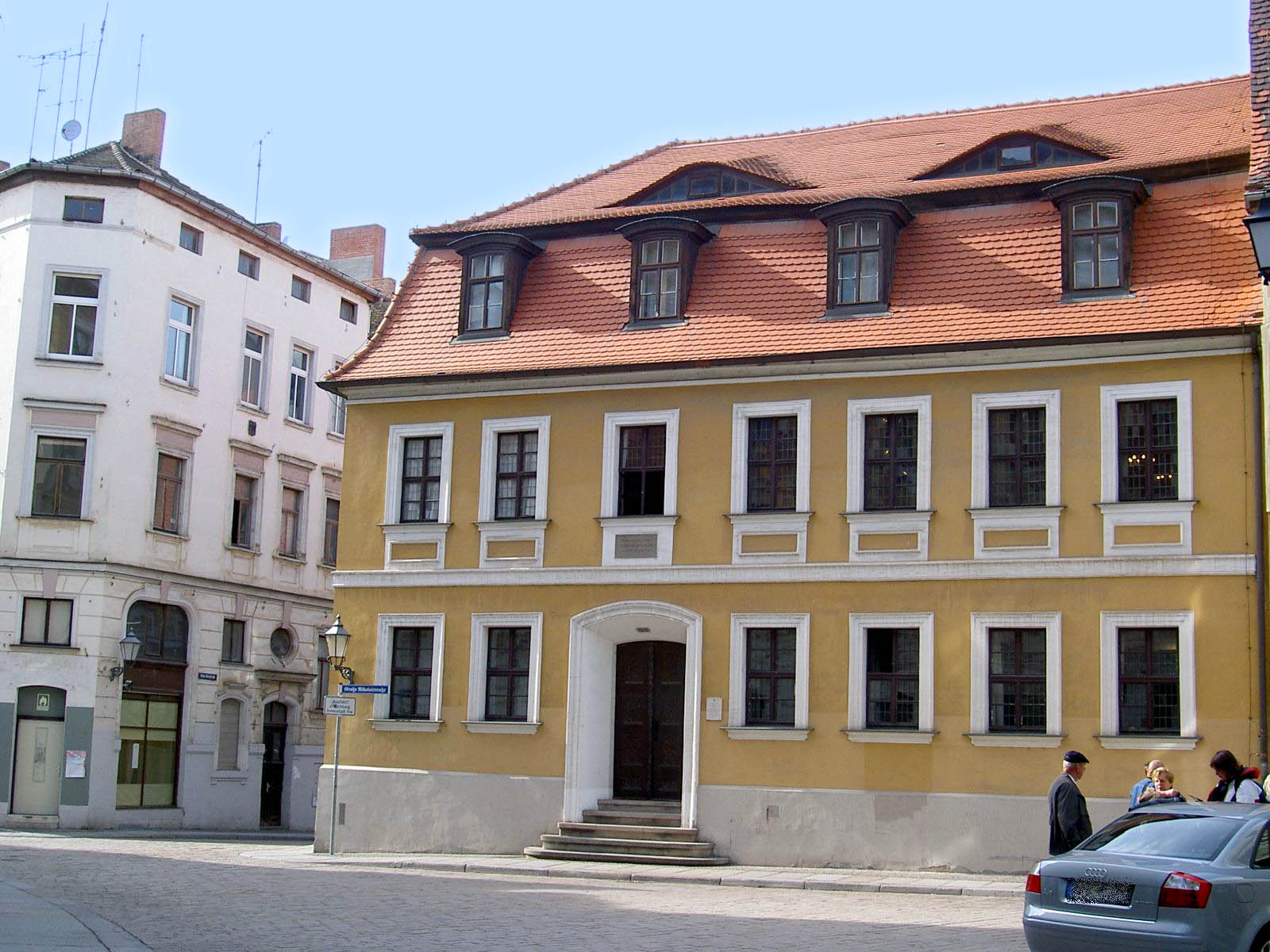
Casa de naixement de Händel. Avui dia Museu de Händel.

- Andreas Libavius (1546 - 1616), metge i alquimista.
- Anna Caterina de Brandenburg (1575 - 1612), noble de la Casa de Hohenzollern, reina consort de Dinamarca i de Noruega.
- Adolf-Bernhard Marx (1795 - 1866) Teòric-compositor i musicòcraf
- Bàrbara Sofia de Brandenburg (1584 - 1636), noble de la Casa de Hohenzollern.
- Samuel Scheidt (1587 - 1653), compositor, organista i mestre alemany del Barroc primerenc.
- Elisabet Sofia de Saxònia-Altenburg (1619 - 1680), noble.
- Magdalena Sibil·la de Saxònia-Weissenfels (1648 - 1681), noble.
- Joan Adolf I de Saxònia-Weissenfels (1649 - 1697), noble de la Casa de Wettin.
- Sofia de Saxònia-Weinssenfels (1654 - 1724), princesa alemanya de la Casa de Wettin.
- Friedrich Hoffmann (1660 - 1742), metge i químic.
- Magdalena Sibil·la de Saxònia-Weissenfels (1673 - 1726), noble.
- Georg Friedrich Händel (1685 - 1759) Compositor de música barroca.
- Robert Franz (1815 - 1892), compositor i director d'orquestra.
- Felix Bernstein (1878 - 1956), matemàtic.
- Reinhard Heydrich (1904 - 1942) Militar nazi.
- Fabian von Schlabrendorff (1907 - 1980), oficial, resistent al nazisme del Complot del 20 de juliol 1944 i jutge del Tribunal Constitucional d'Alemanya.
- Friedrich Wilhelm Stade (1817-1902) organista i compositor.
- Hans-Dietrich Genscher (1927) Polític, ministre d'Afers estrangers de la RFA entre 1974 i 1992.
- Margot Honecker (1927) Política, ministra d'Educació de la RDA.
- Richard Heinrich Stein (1882-1942) compositor musical.